# Hermilius longicaudus
Hermilius longicaudus is een eenoogkreeftjessoort uit de familie van de Caligidae. De wetenschappelijke naam van de soort is voor het eerst geldig gepubliceerd in 2000 door Ho & I.H. Kim.